# 7230 Lutz
7230 Lutz este un asteroid din centura principală de asteroizi.

## Descriere
7230 Lutz este un asteroid din centura principală de asteroizi. A fost descoperit pe 12 septembrie 1985 la Stația Anderson Mesa de Edward L. G. Bowell. El prezintă o orbită caracterizată de o semiaxă mare de 2,37 ua, o excentricitate de 0,24 și o înclinație de 3,1° în raport cu ecliptica.